# 阎树文
阎树文（1928年—），男，河北获鹿人，中国水土保持学家、林业教育家，曾任北京林业大学校长、党委书记、教授，中国林学会理事。